# Peucedanum kochii
Peucedanum kochii är en flockblommig växtart som beskrevs av Minosuke Hiroe. Peucedanum kochii ingår i släktet siljor, och familjen flockblommiga växter. Inga underarter finns listade i Catalogue of Life.